# Tênis de mesa nos Jogos Olímpicos de Verão da Juventude de 2014
O tênis de mesa nos Jogos Olímpicos de Verão da Juventude de 2014 decorreu de 17 a 23 de Agosto no Centro Desportivo de Wutaishan em Nanquim, China.

## Qualificação
Cada Comité Olímpico Nacional (CON) pode participar com dois atletas, um de cada sexo. Como anfitriões, a China teve direito a ambos os lugares caso não se qualificasse de outra forma. A Comissão Tripartida deveria distribuír oito lugares, quatro de cada sexo, mas não atribuiu um deles. Os restantantes 54 participantes são decididos em quatro fases: Evento de Qualificação Mundial de 2014, Rankings Mundiais de sub-18, seis eventos Road to Nanjing e seis torneios continentais de qualificação.
Para poderem participar nas Olimpíadas da Juventude, os atletas têm que ter nascido entre 1 de Janeiro de 1996 e 31 de Dezembro de 1999.
Masculino
| Evento                                  | Local             | Data                        | Total de vagas | Qualificados                                                                       |
| --------------------------------------- | ----------------- | --------------------------- | -------------- | ---------------------------------------------------------------------------------- |
| Anfitriões                              | -                 | -                           | 1              | CHN Zhendong Fan                                                                   |
| Evento de Qualificação Mundial de 2014  | Vila Nova de Gaia | 22 e 23 de Janeiro de 2014  | 4              | HUN Adam Szudi CZE David Reitspies TPE Heng-Wei Yang GER Kilian Ort                |
| Rankings Mundiais ITTF sub-18           | -                 | 1 de Fevereiro de 2014      | 3              | BRA Hugo Calderano KOR Minhyeok Kim JPN Yuto Muramatsu                             |
| Evento de Qualificação Europeu          | Hodonin           | 9 a 11 de Fevereiro de 2014 | 4              | FRA Can Akkuzu POR Diogo Chen POL Patryk Zatowka CRO Tomislav Pucar                |
| Road to Nanjing 1                       | Metz              | 3 e 4 de Março de 2014      | 1              | THA Padasak Tanviriyavechakul                                                      |
| Road to Nanjing 2                       | Goa               | 23 e 24 de Março de 2014    | 1              | KAZ Kirill Gerassimenko                                                            |
| Evento de Qualificação Latino-Americano | Santo Domingo     | 29 e 30 de Março de 2014    | 2              | PUR Brian Afanador ARG Fermin Tenti                                                |
| Evento de Qualificação Asiático         | Banguecoque       | 5 a 7 de Abril de 2014      | 4              | IND Abhishek Yadav QAT Abdulrahman Al-Naggar SIN Jing Yuan Yin HKG Ka Tak Hung     |
| Road to Nanjing 3                       | Missisauga        | 7 e 8 de Abril de 2014      | 1              | AUT Andreas Levenko                                                                |
| Evento de Qualificação Norte-americano  | Missisauga        | 9 de Abril de 2014          | 1              | USA Krishnateja Avvari                                                             |
| Evento de Qualificação Africano         | Cairo             | 12 e 13 de Abril de 2014    | 2              | EGY Aly Ghallab TUN Kerem Ben Yahia                                                |
| Road to Nanjing 4                       | Cairo             | 14 e 15 de Abril de 2014    | 1              | SUI Elia Schmid                                                                    |
| Road to Nanjing 5                       | Buenos Aires      | 21 e 22 de Abril de 2014    | 1              | BEL Martin Allegro                                                                 |
| Evento de Qualificação da Oceânia       | Avarua            | 22 de Maio de 2014          | 1              | AUS Dominic Huang                                                                  |
| Road to Nanjing 6                       | Avarua            | 30 e 31 de Maio de 2014     | 1              | SWE Elias Ranefur                                                                  |
| Convite tripartido                      | -                 | -                           | 4              | PAR Alejandro Toranzos CGO Christ Bienatiki TOG Soudes Alassani SKN T'Anje Johnson |
| TOTAL                                   |                   |                             | 32             |                                                                                    |

Feminino
| Evento                                  | Local             | Datas                       | Total de vagas | Qualificados                                                                |
| --------------------------------------- | ----------------- | --------------------------- | -------------- | --------------------------------------------------------------------------- |
| Anfitriões                              | -                 | -                           | 1              | CHN Gaoyang Liu                                                             |
| Evento de Qualificação Mundial de 2014  | Vila Nova de Gaia | 22 e 23 de Janeiro de 2014  | 4              | ROU Adina Diaconu HKG Hoi Kem Doo JPN Miyu Kato TPE Ssu-Hua Chiu            |
| Rankings Mundiais ITTF sub-18           | -                 | 1 de Fevereiro de 2014      | 3              | GER Chantal Mantz USA Lily Zhang THA Tamolwan Khetkhuan                     |
| Evento de Qualificação Europeu          | Hodonin           | 9 a 11 de Fevereiro de 2014 | 4              | FRA Audrey Zarif HUN Leila Imre POL Natalia Bajor ISR Nicole Trosman        |
| Road to Nanjing 1                       | Metz              | 3 e 4 de Março de 2014      | 1              | AUT Karoline Mischek                                                        |
| Road to Nanjing 2                       | Goa               | 23 e 24 de Março de 2014    | 1              | KOR Park Seri                                                               |
| Evento de Qualificação Latino-Americano | Santo Domingo     | 29 e 30 de Março de 2014    | 2              | VEN Gremlis Arvelo URU Maria Lorenzotti                                     |
| Evento de Qualificação Asiático         | Banguecoque       | 5 a 7 de Abril de 2014      | 4              | SIN Herng Hwee Yee UZB Regina Kim IND Sutirtha Mukherjee KAZ Yuliya Ryabova |
| Road to Nanjing 3                       | Missisauga        | 7 e 8 de Abril de 2014      | 1              | BEL Lisa Lung                                                               |
| Evento de Qualificação Norte-americano  | Missisauga        | 9 de Abril de 2014          | 1              | CAN Anqi Luo                                                                |
| Evento de Qualificação Africano         | Cairo             | 12 e 13 de Abril de 2014    | 2              | EGY Alaa Saad ALG Sannah Lagsir                                             |
| Road to Nanjing 4                       | Cairo             | 14 e 15 de Abril de 2014    | 1              | ITA Giorgia Piccolin                                                        |
| Road to Nanjing 5                       | Buenos Aires      | 21 e 22 de Abril de 2014    | 1              | CRO Lea Rakovac                                                             |
| Evento de qualificação da Oceânia       | Avarua            | 22 de Maio de 2014          | 1              | AUS Vy Bui                                                                  |
| Road to Nanjing 6                       | Avarua            | 30 e 31 de Maio de 2014     | 1              | NZL Sophia Dong                                                             |
| Convite tripartido                      | -                 | -                           | 3              | GUY Chelsea Edghill DJI Fatouma Ali Salah UGA Florence Seera                |
| Redistribuição                          | -                 | -                           | 1              | CZE Kristyna Stefcova                                                       |
| TOTAL                                   |                   |                             | 32             |                                                                             |

## Calendário
O calendário foi publicado pelo Comité Organizador dos Jogos Olímpicos da Juventude de Nanquim.
Todos os horários são pela hora padrão chinesa (UTC+8).
| Data         | Dia da semana | Hora de início | Evento                                                   |
| ------------ | ------------- | -------------- | -------------------------------------------------------- |
| 17 de Agosto | Domingo       | 10:00          | Fase de Grupos masculino Fase de Grupos feminino         |
| 17 de Agosto | Domingo       | 16:00          | Fase de Grupos masculino Fase de Grupos feminino         |
| 18 de Agosto | 2ª Feira      | 10:00          | Fase de Grupos masculino Fase de Grupos feminino         |
| 18 de Agosto | 2ª Feira      | 16:00          | 1/8avos-final masculino 1/8avos-final feminino           |
| 19 de Agosto | 3ª Feira      | 10:00          | 1/4os-final masculino 1/4os-final feminino               |
| 19 de Agosto | 3ª Feira      | 15:00          | Meias-finais masculino Meias-finais feminino             |
| 20 de Agosto | 4ª Feira      | 10:00          | Jogos das medalhas masculino Jogos das medalhas feminino |
| 20 de Agosto | 4ª Feira      | 15:30          | Fase de Grupo Equipas Mistas                             |
| 21 de Agosto | 5ª Feira      | 10:00          | Fase de Grupo Equipas Mistas                             |
| 21 de Agosto | 5ª Feira      | 16:15          | Fase de Grupo Equipas Mistas                             |
| 22 de Agosto | 6ª Feira      | 10:00          | 1/8avos-final Equipas Mistas                             |
| 22 de Agosto | 6ª Feira      | 17:00          | 1/4os-final Equipas Mistas                               |
| 23 de Agosto | Sábado        | 10:00          | Meias-finais Equipas Mistas                              |
| 23 de Agosto | Sábado        | 17:00          | Jogos das medalhas Equipas Mistas                        |

## Medalhistas
| Evento                        | Ouro                               | Prata                              | Bronze                                |
| ----------------------------- | ---------------------------------- | ---------------------------------- | ------------------------------------- |
| Individual masculino detalhes | Fan Zhendong CHN China             | Yuto Muramatsu JPN Japão           | Hugo Calderano BRA Brasil             |
| Individual feminino detalhes  | Liu Gaoyang CHN China              | Doo Hoi Kem HKG Hong Kong          | Lily Zhang USA Estados Unidos         |
| Equipas mistas detalhes       | Liu Gaoyang Fan Zhendong CHN China | Miyu Kato Yuto Muramatsu JPN Japão | Doo Hoi Kem Hung Ka Tak HKG Hong Kong |

## Quadro de medalhas
| Ordem | País               | Medalha de ouro | Medalha de prata | Medalha de bronze |   |
| ----- | ------------------ | --------------- | ---------------- | ----------------- | - |
| 1     | CHN China          | 3               |                  |                   | 3 |
| 2     | JPN Japão          |                 | 2                |                   | 2 |
| 3     | HKG Hong Kong      |                 | 1                | 1                 | 2 |
| 4     | BRA Brasil         |                 |                  | 1                 | 1 |
|       | USA Estados Unidos |                 |                  | 1                 | 1 |
| TOTAL | TOTAL              | 3               | 3                | 3                 | 9 |